# BV Altenessen 06
Maillots
Dernière mise à jour : 24 mars 2011.
Le BV Altenessen 06 est un club allemand de football localisé dans la commune d'Altenessen à Essen en Rhénanie du Nord-Westphalie.

## Histoire
Le club puise ses origines dans le « football de rue ». Aux prémices du football dans la région d'Essen, il exista de nombreuses équipes d'étudiants qui pratiquaient leur passe-temps favori dans les rues. Une de ces équipes de "fortune" était nommée Regilia. En 1906, des membres de cette équipe Regilia amenèrent à la création de l'actuel BV Altenessen 06.
Le 6 mai 1906, Regilia joua contre Rhenania Essen. Le 27 mai suivante, la première direction se mit en place. En 1910, le BV Altenessen 06 s'affilia à la Rheinisch-Westfälischen Spielverband (qui allait elle-même devenir la Westdeutscher Spielvervand (WSV)).
Le club s'installe dans le Kaiser-Wilhelm-Park à Essen-Altenessen. Le premier succès survint en 1913, avec le titre remporté dans la B-Klasse et donc la montée en A-Klasse.
La première assemblée générale eut lieu après la Première Guerre mondiale, en 1918. Les années dorées du club, qui créait ses premières équipes d'âge, arrivaient. 
Le 22 août 1925, un nouveau stade fut inauguré dans le Kaiser-Wilhelm-Park avec la venue de la Real Sociedad (2-2).
En 1926, le BV Altenessen 06 conquit le titre de la Ruhrgau puis termina vice-champion d'Allemagne occidentale, derrière le VfR 04 Köln rrh. Cela lui permit de participer à la phase finale nationale. La belle aventure s'arrêta dès les huitièmes de finale, avec une courte défaite, au Waldstadion de Francfort/Main, contre le FSV Frankfurt (2-1).
En 1932, le club arriva en Bezirksklasse, la plus haute ligue régionale de l'époque. Il s'ensuivit une rapide et éphémère fusion avec le Essener SC Preussen pour former le BV Preussen Altenessen. En 1933, les Nazis arrivèrent au pouvoir et placèrent l'Allemagne sous leur coupe. Les membres du régime hitlérien chargés des sports exigèrent la réforme des compétitions et la création des seize ligues : les Gauligen. Le BV Preussen Altenessen fut un des fondateurs de la Gauliga Niederrhein, mais il fut relégué après la première saison. La fusion cessa et le club reprit sa route comme BV Altenessen 06. 
En 1937, le club remonta en Gauliga Niederrhein, mais ne s'y maintint pas. Sur la fin de la Seconde Guerre mondiale, le club forma une Association sportive de guerre (en allemand : Kriegspielgemeinschaft - KSG) avec le Rot-Weiss Essen pour jouer sous l'appellation de KSG Essen.
En 1945, le club fut dissous par les Alliés, comme tous les clubs et associations allemands (voir Directive n°23). Il fut rapidement reconstitué.
Jusqu'en 1954, le BV Altenessen 06 évolua en Landesliga, à l'époque la plus haute division amateur sous l'Oberliga West et la 2. Liga West. Ensuite, le club fut relégué en Bezirksklasse jusqu'en 1961 où il remonta en Amateurliga (qui devint la plus haute ligue amateur à partir de 1963 lors de la création de la Bundesliga et de la Regionalliga West).
Le BV Altenessen 06 évolua au 3e niveau de la hiérarchie jusqu'en 1966, puis de 1967 à 1974.
À partir de la fin des années 1970, le club n'émargea plus aux plus hautes ligues régionales, il recula dans la hiérarchie. 
En 2000, il monta en Landesliga (6e niveau) mais ce fut un échec.
En 2010-2011, le BV Altenesse 06 évolue en Kreisliga A Niederrhein (Kreis Essen Nord-West), soit au 9e niveau de la hiérarchie de la DFB.